# Jonas Zohore
Jonas Zohore Bergstedt (* 6. Juli 1991 in Kopenhagen) ist ein dänischer Basketballspieler.

## Laufbahn
Zohore, Vetter des Fußballspielers Kenneth Zohoré, spielte als Jugendlicher im Nachwuchsbereich des Hørsholm Basketball Klub und gab für dessen Herrenmannschaft namens 79ers seinen Einstand in der ersten dänischen Liga. Er wechselte 2010 zum spanischen Viertligisten Espacio Torrelodones, wo er bis 2012 unter Vertrag stand. In der Saison 2012/13 hatte er zwei kurzzeitige Aufenthalte bei Nevezis Kedainiai in Litauen und dann bei ETHA Engomis in Zypern. Zohore kehrte in sein Heimatland zurück und schloss sich dem dänischen Erstligisten Horsens IC an, für den er in 38 Spielen während der Saison 2013/14 im Schnitt 15,3 Punkte sowie 8,8 Rebounds pro Partie erzielte und anschließend vom Basketballnachrichtendienst eurobasket.com als Center des Jahres sowie bester dänischer Spieler der Saison ausgezeichnet wurde.
Zum Spieljahr 2014/15 wechselte er innerhalb der dänischen Liga von Horsens zu den Bakken Bears. Im Meisterschaftsfinale unterlag er im Frühjahr mit Bakken gegen seinen vorherigen Verein aus Horsens. Zohore erzielte im Saisonverlauf 11,4 Punkte sowie 6,5 Rebounds pro Begegnung und trat mit Bakken auch im europäischen Vereinswettbewerb EuroChallenge an.
Nach zwei Jahren in der heimischen Liga ging der Innenspieler wieder ins Ausland. Zur Saison 2015/16 nahm er ein Angebot des belgischen Erstligisten Okapi Aalstar an. Bei Aalstar kam der Däne im Angriff deutlich weniger zur Geltung als zuvor in der dänischen Liga und erzielte 3,2 Punkte je Spiel. Das änderte sich bei seinem nächsten Halt, dem Schweizer Nationalligisten SAM Basket Massagno, für den er 2016/17 antrat. In der Hauptrunde wurden für Zohore in 20 Spielen Mittelwerte von 15,6 Punkten sowie 9,5 Rebounds verzeichnet.
Im August 2017 unterschrieb er einen Vertrag beim italienischen Zweitligisten Bergamo Basket, wo er in zwölf Ligaspielen 11,8 Punkte je Begegnung erzielte, aber im März 2018 entlassen wurde, da die sportliche Leitung der Mannschaft einen anderen Spieler auf Zohores Position verpflichten wollte. Bis zum Ende der Saison verstärkte er den serbischen Erstligisten KK Dynamic Belgrad.

In der Saison 2018/19 spielte der Däne zunächst kurzzeitig für den ungarischen Erstligisten Egis Körmend, ehe er innerhalb der Liga zu Tehetseges Fiatalok Budapest wechselte und beim Hauptstadtverein 13,7 Punkte sowie 9,6 Rebounds pro Spiel erzielte. Ende August 2019 wurde er vom bulgarischen Erstligisten Rilski Sportist Samokow verpflichtet. In Bulgarien erzielte er im Laufe der Saison 2019/20 12,3 Punkte und 7,6 Rebounds je Begegnung. Ende Juli 2020 wurde Zohore vom spanischen Zweitligisten HLA Alicante unter Vertrag genommen. In 35 Saisonspielen kam er auf Mittelwerte von 7,7 Punkten und 4,2 Rebounds. Im Sommer 2021 nahm ihn Spójnia Stargard aus Polen unter Vertrag. Er erkrankte an COVID-19 und war von November 2021 bis Mitte Januar 2022 nicht einsatzfähig. Im Januar 2022 wurde der Vertrag aufgelöst. Der Däne hatte für die polnische Mannschaft in elf Einsätzen im Schnitt 9,9 Punkte und 6,7 Rebounds je Begegnung erzielt. Mitte Februar 2022 wurde er vom italienischen Zweitligisten Nardò verpflichtet.

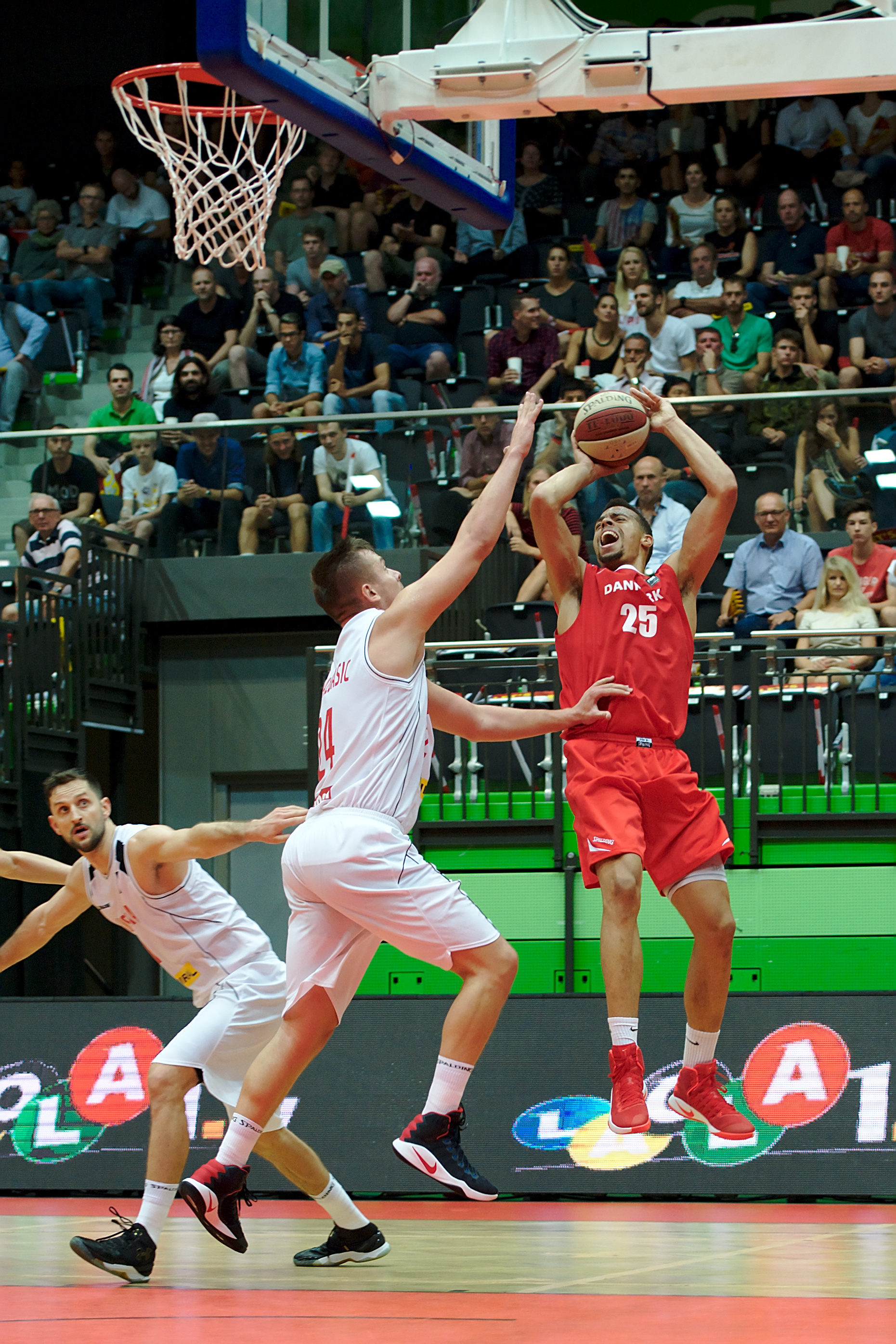
Zohore (am Ball) 2016 in einem Länderspiel

Im Sommer 2022 vermeldete der litauische Erstligist Krepšinio Klubas Šiauliai die Verpflichtung des Dänen. Während der Sommerpause 2023 wurde er vom spanischen Erstligisten Bàsquet Manresa zum Probetraining eingeladen und wurde im September 2023 von der Mannschaft unter Vertrag genommen. Zohore bestritt vier Spiele für Manresa in der Liga ACB, Ende November 2023 endete die Zusammenarbeit. Im Folgemonat wurde er von Balkan Botewgrad aus Bulgarien in die Mannschaft geholt.
Zohore spielte bis März 2024 für Botewgrad, im April desselben Jahres nahm der Däne ein Angebot der indonesischen Mannschaft Rajawali Medan an. Ende Januar 2025 wurde er zum zweiten Mal in seiner Laufbahn von Krepšinio Klubas Šiauliai (Litauen) verpflichtet. Nach drei Ligaeinsätzen für Šiauliai wechselte Zohore zu Manchester Basketball nach England.

### Nationalmannschaft
Zohore nahm mit den dänischen Auswahlmannschaften an jeweils zwei U18- und U20-B-Europameisterschaften teil. Bei der U20-B-EM im Sommer 2011 führte er die dänische Mannschaft mit 22,4 Punkten und 13,5 Rebounds pro Begegnung an. In der dänischen Herrennationalmannschaft wurde er ebenfalls ein Leistungsträger. Im November 2020 trug Zohore in der EM-Qualifikation zu zwei Überraschungssiegen der dänischen Mannschaft gegen Litauen und Tschechien bei, die innerhalb von 48 Stunden gelangen. Die Teilnahme an der Europameisterschaft wurde jedoch knapp verfehlt.